# 오감만족 세상은 맛있다
《오감만족 세상은 맛있다》는 2012년 9월 24일부터 2013년 5월 10일까지 KBS 2TV에서 방영한 텔레비전 프로그램이다.

## 기획 의도
아직 알려지지 않은 세계 곳곳의 맛을 알리기 위해 스타들이 배낭을 메고 음식문화를 체험하는 다큐멘터리 텔레비전 프로그램이다.

## 방송 기간
| 방송 채널 | 방송 기간                         | 비고      |
| KBS 2TV   |                                   |           |
| --------- | --------------------------------- | --------- |
| KBS 2TV   | 2012년 9월 10일 ~ 2012년 9월 14일 | 파일럿    |
| KBS 2TV   | 2012년 9월 24일 ~ 2013년 5월 10일 | 정규 편성 |

## 방송 회차

### 2012년
| 회차 | 방송일    | 방문 국가          |
| ---- | --------- | ------------------ |
| 시범 | 9월 10일  | 인도네시아         |
| 시범 | 9월 11일  | 인도네시아         |
| 시범 | 9월 12일  | 인도네시아         |
| 시범 | 9월 13일  | 인도네시아         |
| 시범 | 9월 14일  | 인도네시아         |
| 1회  | 9월 24일  | 스페인             |
| 2회  | 9월 25일  | 스페인             |
| 3회  | 9월 26일  | 스페인             |
| 4회  | 9월 27일  | 스페인             |
| 5회  | 10월 2일  | 터키               |
| 6회  | 10월 3일  | 터키               |
| 7회  | 10월 4일  | 터키               |
| 8회  | 10월 5일  | 터키               |
| 9회  | 10월 8일  | 멕시코             |
| 10회 | 10월 10일 | 멕시코             |
| 11회 | 10월 11일 | 멕시코             |
| 12회 | 10월 12일 | 멕시코             |
| 13회 | 10월 15일 | 헝가리             |
| 14회 | 10월 16일 | 헝가리             |
| 15회 | 10월 18일 | 헝가리             |
| 16회 | 10월 19일 | 헝가리             |
| 17회 | 10월 22일 | 태국               |
| 18회 | 10월 23일 | 태국               |
| 19회 | 10월 24일 | 태국               |
| 20회 | 10월 25일 | 태국               |
| 21회 | 10월 26일 | 터키               |
| 22회 | 10월 29일 | 네팔               |
| 23회 | 10월 31일 | 네팔               |
| 24회 | 11월 2일  | 네팔               |
| 25회 | 11월 5일  | 네팔               |
| 26회 | 11월 6일  | 모로코             |
| 27회 | 11월 7일  | 모로코             |
| 28회 | 11월 8일  | 모로코             |
| 29회 | 11월 9일  | 모로코             |
| 30회 | 11월 12일 | 뉴칼레도니아       |
| 31회 | 11월 13일 | 뉴칼레도니아       |
| 32회 | 11월 15일 | 뉴칼레도니아       |
| 33회 | 11월 16일 | 뉴칼레도니아       |
| 34회 | 11월 19일 | 뉴칼레도니아       |
| 35회 | 11월 20일 | 케냐               |
| 36회 | 11월 21일 | 케냐               |
| 37회 | 11월 22일 | 필리핀 (민드로 섬) |
| 38회 | 11월 23일 | 필리핀 (민드로 섬) |
| 39회 | 11월 26일 | 에스토니아         |
| 40회 | 11월 27일 | 에스토니아         |
| 41회 | 11월 28일 | 에스토니아         |
| 42회 | 11월 29일 | 에스토니아         |
| 43회 | 11월 30일 | 에스토니아         |
| 44회 | 12월 3일  | 베트남             |
| 45회 | 12월 4일  | 베트남             |
| 46회 | 12월 5일  | 베트남             |
| 47회 | 12월 6일  | 베트남             |
| 48회 | 12월 7일  | 헝가리 (5부)       |
| 49회 | 12월 10일 | 이집트             |
| 50회 | 12월 11일 | 이집트             |
| 51회 | 12월 12일 | 이집트             |
| 52회 | 12월 13일 | 이집트             |
| 53회 | 12월 14일 | 이집트             |
| 54회 | 12월 17일 | 라오스             |
| 55회 | 12월 18일 | 라오스             |
| 56회 | 12월 19일 | 라오스             |
| 57회 | 12월 20일 | 라오스             |
| 58회 | 12월 21일 | 라오스             |
| 59회 | 12월 24일 | 페루               |
| 60회 | 12월 25일 | 페루               |
| 61회 | 12월 26일 | 페루               |
| 62회 | 12월 27일 | 페루               |
| 63회 | 12월 28일 | 페루               |
| 64회 | 12월 31일 | 보르네오           |

### 2013년
| 회차  | 방송일   | 방문 국가         |
| ----- | -------- | ----------------- |
| 65회  | 1월 1일  | 보르네오          |
| 66회  | 1월 2일  | 보르네오          |
| 67회  | 1월 3일  | 보르네오          |
| 68회  | 1월 4일  | 케냐              |
| 69회  | 1월 7일  | 중국              |
| 70회  | 1월 8일  | 중국              |
| 71회  | 1월 9일  | 중국              |
| 72회  | 1월 10일 | 중국              |
| 73회  | 1월 11일 | 중국              |
| 74회  | 1월 14일 | 호주              |
| 75회  | 1월 15일 | 호주              |
| 76회  | 1월 16일 | 호주              |
| 77회  | 1월 17일 | 호주              |
| 78회  | 1월 18일 | 호주              |
| 79회  | 1월 21일 | 하와이            |
| 80회  | 1월 22일 | 하와이            |
| 81회  | 1월 23일 | 하와이            |
| 82회  | 1월 24일 | 하와이            |
| 83회  | 1월 25일 | 하와이            |
| 84회  | 1월 28일 | 필리핀            |
| 85회  | 1월 29일 | 필리핀            |
| 86회  | 1월 30일 | 필리핀            |
| 87회  | 1월 31일 | 필리핀            |
| 88회  | 2월 1일  | 필리핀            |
| 89회  | 2월 4일  | 브라질 (아마존)   |
| 90회  | 2월 5일  | 브라질 (아마존)   |
| 91회  | 2월 6일  | 브라질 (아마존)   |
| 92회  | 2월 7일  | 브라질 (아마존)   |
| 93회  | 2월 8일  | 브라질 (아마존)   |
| 94회  | 2월 12일 | 일본              |
| 95회  | 2월 13일 | 일본              |
| 96회  | 2월 14일 | 일본              |
| 97회  | 2월 15일 | 일본              |
| 98회  | 2월 18일 | 일본              |
| 99회  | 2월 19일 | 캄보디아          |
| 100회 | 2월 20일 | 캄보디아          |
| 101회 | 2월 21일 | 캄보디아          |
| 102회 | 2월 22일 | 캄보디아          |
| 103회 | 2월 25일 | 뉴질랜드          |
| 104회 | 2월 26일 | 뉴질랜드          |
| 105회 | 2월 27일 | 뉴질랜드          |
| 106회 | 2월 28일 | 뉴질랜드          |
| 107회 | 3월 1일  | 뉴질랜드          |
| 108회 | 3월 4일  | 중국              |
| 109회 | 3월 5일  | 중국              |
| 110회 | 3월 6일  | 중국              |
| 111회 | 3월 7일  | 중국              |
| 112회 | 3월 8일  | 중국              |
| 113회 | 3월 11일 | 말레이시아        |
| 114회 | 3월 12일 | 말레이시아        |
| 115회 | 3월 13일 | 말레이시아        |
| 116회 | 3월 14일 | 말레이시아        |
| 117회 | 3월 15일 | 말레이시아        |
| 118회 | 3월 18일 | 인도              |
| 119회 | 3월 19일 | 인도              |
| 120회 | 3월 20일 | 인도              |
| 121회 | 3월 21일 | 인도              |
| 122회 | 3월 22일 | 인도              |
| 123회 | 3월 25일 | 미얀마            |
| 124회 | 3월 26일 | 미얀마            |
| 125회 | 3월 27일 | 미얀마            |
| 126회 | 3월 28일 | 미얀마            |
| 127회 | 3월 29일 | 미얀마            |
| 128회 | 4월 1일  | 타이완            |
| 129회 | 4월 2일  | 타이완            |
| 130회 | 4월 3일  | 타이완            |
| 131회 | 4월 4일  | 타이완            |
| 132회 | 4월 5일  | 타이완            |
| 133회 | 4월 8일  | 종합편            |
| 134회 | 4월 9일  | 종합편            |
| 135회 | 4월 10일 | 종합편            |
| 136회 | 4월 11일 | 종합편            |
| 137회 | 4월 12일 | 종합편            |
| 138회 | 4월 15일 | 남아프리카 공화국 |
| 139회 | 4월 16일 | 남아프리카 공화국 |
| 140회 | 4월 17일 | 남아프리카 공화국 |
| 141회 | 4월 18일 | 남아프리카 공화국 |
| 142회 | 4월 19일 | 남아프리카 공화국 |
| 143회 | 4월 22일 | 태국              |
| 144회 | 4월 23일 | 태국              |
| 145회 | 4월 24일 | 태국              |
| 146회 | 4월 25일 | 태국              |
| 147회 | 4월 26일 | 태국              |
| 148회 | 4월 29일 | 세이셜 군도       |
| 149회 | 4월 30일 | 세이셜 군도       |
| 150회 | 5월 1일  | 세이셜 군도       |
| 151회 | 5월 2일  | 세이셜 군도       |
| 152회 | 5월 3일  | 세이셜 군도       |
| 153회 | 5월 6일  | 스페셜            |
| 154회 | 5월 7일  | 스페셜            |
| 155회 | 5월 8일  | 스페셜            |
| 156회 | 5월 9일  | 스페셜            |
| 157회 | 5월 10일 | 스페셜            |

## 이전 출연자
- 최필립
- 박재정
- 김민희
- 박희진
- 김미연
- 올라이즈 밴드
- 빽가
- 김현숙
- 토니안
- 김재덕
- 김정태
- 김승기
- 오나미
- 서태화
- 하재숙
- 이재훈
- 심은진
- 간미연
- 강승현
- 김빈우
- 최성조
- 김지원